# 울산부선생안
울산부선생안(蔚山府 先生案)은 울산광역시 남구, 울산박물관에 있는 책이다. 2009년 2월 5일 울산광역시의 유형문화재 제18호로 지정되었다.

## 개요
'선생안(先生案)'은 조선시대 중앙과 지방의 관서나 해당 관원의 성명·직명·지위와 부임 및 이임일자 등을 기록한 책을 뜻한다. 1598년(선조 31)에 이임한 군수 김태허에서 시작하여 1906년 부임한 군수 김덕한에 이르기까지 309년 동안 울산에 부임한 역대 수령과 재임 시의 좌수․별감 및 호장․기관의 인명을 기록하였다. 대부분 한문으로 기록되어 있으나 이두로 작성된 부분이 일부 있으며, 특히 19세기에 이르면 이두로 작성된 사례가 증가한다.
책의 크기는 가로 37cm, 세로 50cm로 각 면마다 계선을 둘렀다. 『울산부 선생안』은 서두에는 울산의 건치연혁을 기록한 ‘울산부 치적(治蹟)’이 있으며, 그 뒤에는 선생안의 인명을 기록하였다. 인명은 중앙에서 파견된 수령 및 판관, 사족층에서 담당한 좌수․별감, 향리층에서 담당한 호장, 조문기관을 기록하였다. 수령부분은 기본적으로 부임전의 거주지, 부임전의 관직, 부임일자, 퇴임일자, 퇴임사유, 퇴임 후 관직이나 거주지를 기록하였다. 나아가 해당 수령이 재직할 때 발생했던 주요 사건이나 치적을 적기도 하였다.
『울산부 선생안』의 행정기록은 조선후기 사회사 연구에 도움이 되는 동시에 울산의 지역사를 규명하는데 큰 역할을 할 수 있다. 이는 전국적인 보편성과 울산지역의 특수성을 겸하고 있기 때문에 조선후기 사회의 전체 구조 연구 및 개별 지역 사회 연구에 유용한 사료이다.

## 참고 자료
- 울산부선생안 - 국가유산청 국가유산포털